# Gordon Douglas
Pour l’article homonyme, voir Douglas Gordon.
Gordon Douglas est un réalisateur, acteur, scénariste et producteur américain né le 15 décembre 1907 à New York (États-Unis), et mort le 29 septembre 1993 à Los Angeles (Californie) d'un cancer.

## Filmographie

### Réalisateur

#### Années 1930
- 1935 : Lucky Beginners
- 1935 : The Infernal Triangle
- 1936 : Bored of Education (en)
- 1936 : Two Too Young (en)
- 1936 : Pay As You Exit (en)
- 1936 : Spooky Hooky (en)
- 1936 : General Spanky
- 1937 : Reunion in Rhythm (en)
- 1937 : Glove Taps (en)
- 1937 : Hearts Are Thumps (en)
- 1937 : Rushin' Ballet (en)
- 1937 : Three Smart Boys (en)
- 1937 : Roamin' Holiday (en)
- 1937 : Night 'n' Gales (en)
- 1937 : Fishy Tales (en)
- 1937 : Framing Youth (en)
- 1937 : The Pigskin Palooka (en)
- 1937 : Our Gang Follies of 1938 (en)
- 1938 : Bear Facts (en)
- 1938 : Came the Brawn (en)
- 1938 : Feed 'em and Weep
- 1938 : Hide and Shriek (en)
- 1938 : The Little Ranger (en)
- 1938 : Aladdin's Lantern (en)
- 1938 : Canned Fishing (en)
- 1939 : Deux bons copains (Zenobia)
- 1939 : Le Roi des reporters (The Housekeeper's Daughter)

#### Années 1940
- 1940 : En croisière (Saps at Sea)
- 1941 : Broadway Limited (en)
- 1941 : Niagara Falls
- 1942 : The Devil with Hitler
- 1942 : The Great Gildersleeve
- 1943 : Gildersleeve's Bad Day (en) de Gordon Douglas
- 1943 : Gildersleeve on Broadway
- 1944 : Gildersleeve's Ghost (en)
- 1944 : A Night of Adventure (en)
- 1944 : Girl Rush (en)
- 1944 : The Falcon in Hollywood (en)
- 1945 : Zombies on Broadway
- 1945 : First Yank Into Tokyo (en)
- 1946 : Dick Tracy contre Cueball
- 1946 : San Quentin (en)
- 1948 : If You Knew Susie (en)
- 1948 : La Flèche noire (The Black Arrow)
- 1948 : La Grande Menace (Walk a Crooked Mile)
- 1949 : Face au châtiment  (The Doolins of Oklahoma)
- 1949 : Cinq Millions dans une poubelle (Mr. Soft Touch) de Gordon Douglas et Henry Levin

#### Années 1950
- 1950 : L'Homme du Nevada (The Nevadan)
- 1950 : Les Nouvelles Aventures du capitaine Blood (Fortunes of Captain Blood)
- 1950 : La Revanche des gueux (Rogues of Sherwood Forest)
- 1950 : Le Fauve en liberté (Kiss Tomorrow Goodbye)
- 1950 : De minuit à l'aube (Between Midnight and Dawn)
- 1951 : Les Rebelles du Missouri (The Great Missouri Raid)
- 1951 : Fort Invincible (Only the Valiant)
- 1951 : I Was a Communist for the FBI
- 1951 : Feu sur le gang (Come Fill the Cup)
- 1952 : Mara Maru
- 1952 : La Maîtresse de fer (The Iron Mistress)
- 1953 : Catherine et son amant (She's Back on Broadway)
- 1953 : La Charge sur la rivière rouge (The Charge at Feather River)
- 1953 : So This Is Love
- 1954 : Des monstres attaquent la ville (Them!)
- 1954 : Un amour pas comme les autres (Young at Heart)
- 1955 : Le Tigre du ciel (The McConnell Story)
- 1955 : Sincerely Yours
- 1956 : Santiago
- 1957 : Les Loups dans la vallée (The Big Land)
- 1957 : Maverick (série télévisée)
- 1957 : Bombardier B-52 (Bombers B-52)
- 1958 : Sur la piste des Comanches (Fort Dobbs)
- 1958 : Le Tueur au visage d'ange (The Fiend Who Walked the West)
- 1959 : La Mission secrète du sous-marin X-16 (Up Periscope)
- 1959 : Le Géant du Grand Nord (Yellowstone Kelly)
- 1959 : Quand la terre brûle (The Miracle) coréalisé avec Irving Rapper

#### Années 1960
- 1961 : Au péril de sa vie (The Sins of Rachel Cade)
- 1961 : Le Trésor des sept collines (Gold of the Seven Saints)
- 1961 : Claudelle Inglish
- 1962 : Le Shérif de ces dames (Follow That Dream)
- 1963 : Appelez-moi chef (Call Me Bwana)
- 1964 : Les Sept Voleurs de Chicago (Robin and the 7 Hoods)
- 1964 : Rio Conchos
- 1965 : L'Enquête (Sylvia)
- 1965 : Harlow, la blonde platine (Harlow)
- 1966 : La Diligence vers l'Ouest (Stagecoach)
- 1966 : Tiens bon la rampe, Jerry (Way... Way Out)
- 1967 : F comme Flint (In Like Flint)
- 1967 : Chuka le redoutable (Chuka)
- 1967 : Tony Rome est dangereux (Tony Rome)
- 1968 : Le Détective (The Detective)
- 1968 : La Femme en ciment (Lady in Cement)

#### Années 1970
- 1970 : Skullduggery
- 1970 : Appelez-moi monsieur Tibbs (They Call Me Mister Tibbs!)
- 1970 : Barquero
- 1971 : Skin Game (coréalisé avec Paul Bogart)
- 1973 : L'Exécuteur noir (Slaughter's Big Rip-Off)
- 1975 : Nevada Smith (en) (TV)
- 1977 : Le Casse-cou (Viva Knievel!)

### Acteur
- 1930 : Teacher's Pet (en) : Caterer
- 1930 : Looser Than Loose
- 1931 : Quand les poules rentrent au bercail (Chickens Come Home), de James W. Horne
- 1931 : Sous les verrous de James Parrott : Typist
- 1931 : Big Ears (en) de Robert F. McGowan : Orderly
- 1931 : Toute la vérité (Come Clean), de James W. Horne : Le réceptionniste
- 1931 : Laurel et Hardy campeurs (One Good Turn), de James W. Horne : Un joueur de la communauté
- 1931 : The Kickoff : Bit
- 1931 : Les Deux Légionnaires (Beau Hunks), de James W. Horne : Ft. Arid Legionnaire
- 1931 : On the Loose, de Hal Roach
- 1932 : Love Pains
- 1932 : The Knockout
- 1932 : You're Telling Me : Eddie Morgan
- 1932 : Too Many Women (en) de Bernard B. Ray
- 1932 : Birthday Blues (en) : Delivery boy
- 1933 : The Fatal Glass of Beer : Student

### Scénariste
- 1936 : Kelly the Second (en) de Gus Meins
- 1939 : Le Mystère de la péniche (The Housekeeper's Daughter) d'Hal Roach
- 1948 : If You Knew Susie (en)

### Producteur
- 1944 : The Falcon in Hollywood (en)